# Profondeur (hydrologie)
La profondeur dans le domaine maritime et lacustre est la distance, à un moment et un endroit donné, qui sépare le fond de la surface de l'eau,. C'est la donnée la plus intéressante pour le marin, elle lui permet de parer les dangers et en conséquence d'éviter l'échouement (involontaire) ; elle lui permet également de préparer un échouage (volontaire). Elle est variable dans les zones où il existe des variations de niveaux dues au phénomène des marées ou d'étiage.

## Définition

Schéma type avec une sonde positive

Schéma type avec une sonde négative

La profondeur, distance entre le fond et la surface de l'eau, est symbolisée par la lettre {\displaystyle P}. Elle est en relation avec la hauteur d'eau {\displaystyle H} et la sonde {\displaystyle S} : algébriquement : {\displaystyle P=H+S}.
La hauteur d'eau étant par définition positive, la sonde pouvant être elle, positive ou négative.

## Profondeur pour naviguer en toute sécurité
Un navire a un tirant d'eau maximum, par sécurité le marin lui ajoute un pied de pilote. La profondeur pour naviguer en sécurité sur un navire est la somme de ce tirant d'eau et du pied de pilote : Ps = Te + Pp

## Profondeur sous quille
La profondeur sous quille est la mesure transmise par le sondeur, elle dépend de l'endroit  (généralement sous la quille) où le sabot de sondeur (transducteur) est placé, le navire ayant un tirant d'eau, elle est inférieure à la profondeur telle que définie ci-dessus (distance entre la surface et le fond).